# Vriesea racinae
Vriesea racinae là một loài thuộc chi Vriesea. Đây là loài đặc hữu của Brasil.

## Hình ảnh

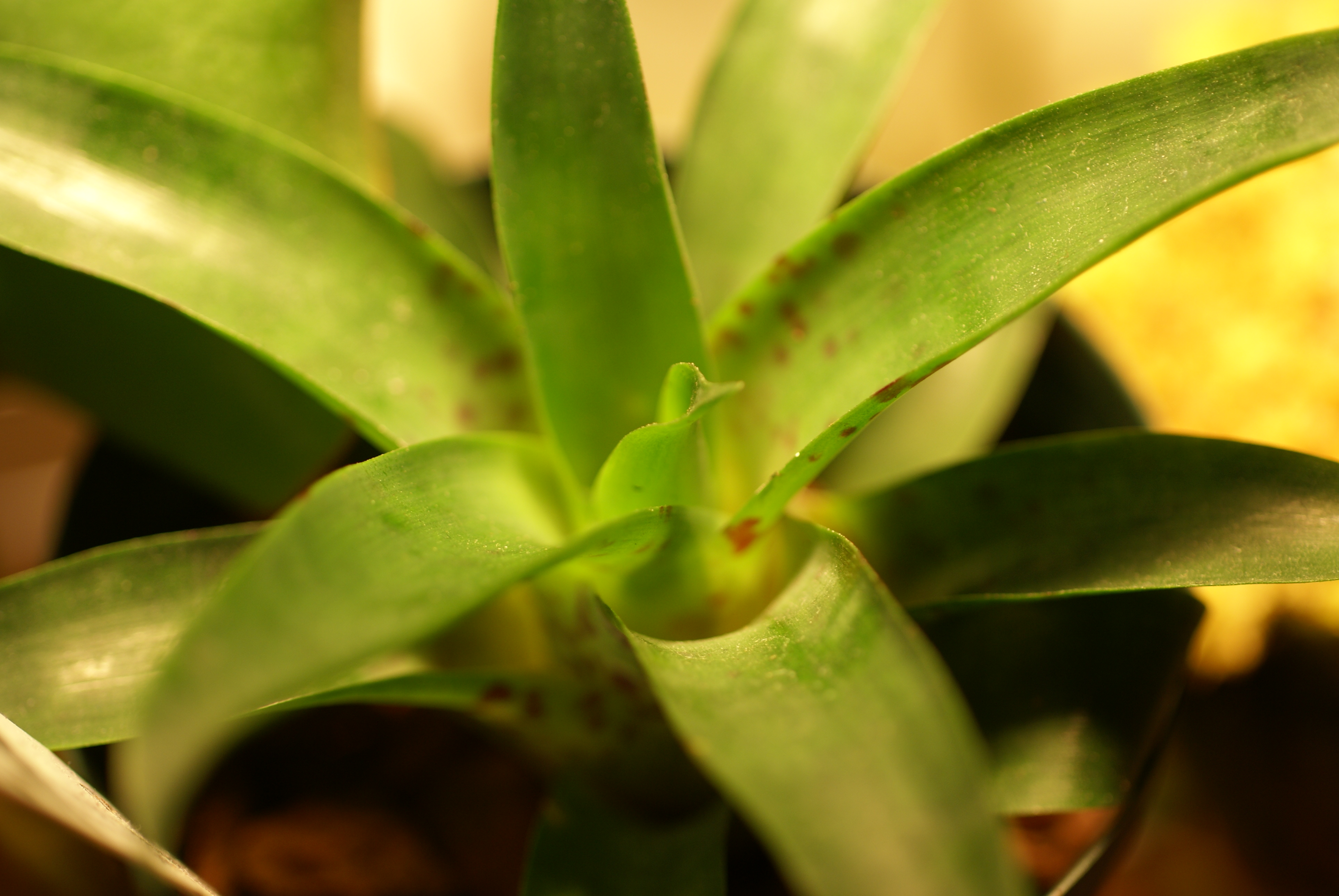

## Giống
- Vriesea 'Chiquita'
- Vriesea 'Glossy Girl'
- Vriesea 'Honeycomb'
- Vriesea 'Kerryana'
- Vriesea 'Pamela Leaver'
- Vriesea 'Yvonne'